# Hangulat
A hangulat vagy kedély hosszabb ideig tartó szubjektív állapot, amely általában kevésbé intenzív, mint egy érzelem. 
A hangulat a személy általános érzelmi világképét határozza meg, leszűkíti, hogy milyen érzelmekre és viselkedésekre lesz fogékony a személy.

## Jellemzői
A pszichológia az érzelemmel (pl: öröm, düh) szembeállítva definiálja a hangulatot (pl: depresszív hangulat, feldobódott hangulat), ugyanis a két fogalom között nagy a hasonlóság, a hangulatot sokszor úgy is írjuk le, mint aminek egy specifikus érzelem az alapja (dühös hangulat, szomorú hangulat, örömteli hangulat). Mégis vannak bizonyos jellemzők, amik megkülönböztetik a kettőt:
- A hangulat általában hosszabb ideig tart, mint egy érzelmi momentum. Az érzelmek általában pár másodperctől néhány óráig tartanak, de leginkább néhány percig. A hangulatok viszont néhány órától több hétig is jelen lehetnek.
- A hangulat nem mindig intencionális, vagyis nem mindig van tárgya - ez is megkülönbözteti az érzelmektől.
- A személy nem mindig tudja, hogy mi váltotta ki a hangulatát. Az érzelmeinkkel kapcsolatban szinte mindig van elképzelésünk, hogy mik váltották ki (pl. „dühös vagyok, mert meghúzták a kocsimat”), a hangulatokra ez nem igaz. Legtöbbször az érzelmek létrejöttében kitüntetett szerepük van a számunkra fontos eseményeknek, a hangulatok észrevétlenül és akár ok nélkül is kialakulhatnak.
- Sokszor nem tudatosul az emberben a hangulata, sem az, hogy az mikor kezdődött és mikor lett vége. Az érzelmek viszont általában meghatározható kezdettel és véggel rendelkeznek.
- A hangulatokat általában a valenciájuk határozza meg, ami kétféle lehet, pozitív vagy negatív. A köznyelvben valaki vagy jó vagy rossz hangulatában van. Az érzelmek ezzel szemben specifikusabbak, nem csak egydimenziósak.

A hangulat némileg átfedő fogalom még a temperamentummal, és a személyiséggel, ugyanis mindhárom az érzelmi válaszkészséggel és a világgal való kapcsolat alapminőségével kapcsolatos. Azonban a temperamentumot általában öröklötten és/vagy egy életen át tartónak tartják, és a személyiség is hosszabb időt fed le, általában egy személynek egy életen át vagy legalábbis évtizedekig állandó a személyisége. 

## Hangulatzavarok
A mentális zavarok egy részét szokás hangulatzavaroknak nevezni. Ezek közül a legismertebb az unipoláris és bipoláris depresszió csoportja. A hangulatzavar elnevezésnek az az oka, hogy ezeknek a betegségeknek az egyik legfontosabb, definitív jellemzője az, hogy a tőle szenvedők az életüket folyamatosan más színben látják, mint az egészséges emberek. Ez a hosszan tartó, és az élet minden területét átható változás végső soron a hangulat megváltozását jelenti. A személy más érzelmekre és cselekvésekre lesz fogékony. Például az unipoláris depresszióban a személy negatív érzelmekre fogékony (szomorúság, düh) és cselekedetei is tükrözik az általános levert hangulatot: nem keresi mások társaságát, felhagy a korábban számára érdekes elfoglaltságokkal. 
A hangulatzavarokat csak úgy lehet diagnosztizálni, ha legalább egy hétig tartanak (bipoláris zavarnál), ami jelzi azt, hogy egy hosszabb ideig tartó folyamat zavarával kapcsolatosak, ezért használatos kifejezés a hangulatzavar. Korábban érzelmi zavaroknak is nevezték ezeket a betegségeket arra koncentrálva, hogy a zavar főként az érzelmek megváltozásában érhető tetten.